# Star Wars Eclipse
Star Wars Eclipse és un videojoc d'acció i aventura en desenvolupament per Quantic Dream i amb llicència de la marca Lucasfilm Games. Es va revelar a The Game Awards 2021 i es troba en les primeres etapes de desenvolupament. El joc comptarà amb diversos personatges jugables amb narracions ramificades. Està ambientat a l'univers de La Guerra de les Galàxies i forma part del projecte multimèdia High Republic, que situa els esdeveniments del joc 200 anys abans de la trilogia original de Star Wars.